# Ugress
Ugress – muzyczny projekt Gisle'a Martensa Meyera z Bergen w Norwegii. W ramach tego projektu Meyer tworzy muzykę elektroniczną.
Ugress wydał cztery albumy: Resound (w 2002), który dostał się na drugie miejsce norweskiej listy przebojów, Cinematronics (w 2004), który dostał się na trzecie miejsce tej samej listy trzeci, zatytułowany Unicorn (28 stycznia 2008) oraz ostatni – Reminiscience (2009).
Słowo "ugress" oznacza w języku norweskim chwast.
Muzyka Ugressa może być porównywana z muzyką takich wykonawców, jak The Crystal Method, The Chemical Brothers czy Propellerheads. Niektórzy uważają, że jest ona także podobna do muzyki zespołu Röyksopp, jednak sam Ugress mówi, że jego muzyka ma bardziej "brudny" (ang. dirty) charakter. Ugress używa masy sampli z utworów innych artystów, filmów (szczególnie starych horrorów) oraz programów telewizyjnych. Ugress to jeden z kilku projektów Gisle'a Martensa Meyera realizowanych w ramach wytwórni Uncanny Planet Records.

## Dyskografia
- E-Pipe - edycja limitowana, 12" LP (2000)
- Ugress Promo EP - edycja limitowana, CD (2001)
- Loungemeister - edycja limitowana, 12" LP (2002)
- Resound (2002)
- La Passion de Jeanne d'Arc - ścieżka dźwiękowa do niemego filmu - edycja limitowana, CD (2003)
- Cinematronics (2004)
- Cowboy Desperado, promocyjny CD (2005)
- Film Music - Selected Cues 2002-2006 (2006)
- Unicorn (2008)
- Reminiscience (2009)

Ugress wypuścił także kilka darmowych albumów EP:
- Sophisticated Wickedness (w lutym 2006)
- Retroconnaissance (w maju 2006)
- Kosmonaut (w październiku 2006)
- Chromosome Corrupt (we wrześniu 2007)